# Shorakaror
Shorakaror ist eine Person in Nubien, die im Amuntempel von Amara nach dem König Natakamani (ca. 50 n. Chr.) genannt wird und mit diesem wohl den dortigen Tempel erbaute. Shorakaror ist noch von einem Tempelblock aus Naqa, einem Block aus Napata und von einer großen Siegesinschrift beim Berg Qeili bekannt, die ihn als Sieger triumphierend über diverse Feinde zeigt. Dort führt er auch einen zweiten Namen in einer Kartusche, der jedoch nicht mehr lesbar ist. Amaniselche wurde vermutet.
Da der Name von Shorakaror in einer Kartusche geschrieben ist, ist wegen der Siegesinschrift vermutet worden, dass er als König nach Natakamani regierte. Dies ist jedoch nicht sicher und es kann sich auch nur um einen Königssohn oder General gehandelt haben, der wie z. B. Akinidad die Ehre hatte, seinen Namen in einer Kartusche schreiben zu dürfen.